# 1928年の宝塚歌劇公演一覧
本項目では、1928年の宝塚歌劇公演一覧（1928ねんのたからづかかげきこうえんいちらん）について示す。

## 一覧
（）内は、作者または演出者名。

### 宝塚公演

#### 雪組
- 1月1日 - 1月31日　宝塚大劇場
  - 『夜討』（楳茂都陸平）　　
  - 『生贄』（久松一聲）　　
  - 『イタリヤーナ』（岸田辰彌）

#### 花組
- 2月1日 - 2月29日　宝塚大劇場
  - 『嫁違ひ』（堀正旗）
  - 『北野縁起』（小野晴通）　　
  - 『熊坂長範物見松』（竹原光三）　　
  - 『イタリヤーナ』（岸田辰彌）

#### 月組
- 3月1日 - 3月31日　宝塚大劇場
  - 『三人靜』（堀正旗）
  - 『幻想の日本』（楳茂都陸平）　　
  - 『角法師』（久松一聲）　
  - 『イタリヤーナ』（岸田辰彌）

#### 雪組
- 4月1日 - 4月30日　宝塚大劇場
  - 『魔法博士』（引田一郎）　　
  - 『土佐坊煙草攻』（久松一聲）　　
  - 『モリーの婚禮』（白井鐡造）　
  - 『春のをどり』（楳茂都陸平）

#### 花組
- 5月1日 - 5月31日　宝塚大劇場
  - 『五月幟』（竹原光三）
  - 『桐一と本檢校』（久松一聲）　
  - 『僞醫者』（白井鐡造）　
  - 『春のをどり』（楳茂都陸平）

#### 月組
- 6月1日 - 6月30日　宝塚大劇場
  - 『若紫の巻』（小野晴通）
  - 『鏡の宮』（久松一聲）　
  - 『慈光』（楳茂都陸平）
  - 『モン・パリ』（岸田辰彌）

#### 雪組
- 7月1日 - 7月31日　宝塚大劇場
  - 『悧口なイワン』（白井鐡造）　　
  - 『廻り燈籠』（堀正旗）
  - 『天女塚』（久松一聲）　　
  - 『モン・パリ』（岸田辰彌）

#### 花組
- 8月1日 - 8月31日　宝塚大劇場
  - 『腕白物語』（竹原光三）　　
  - 『秋田おばこ』（楳茂都陸平）　　
  - 『潮來出島』（楳茂都陸平）　
  - 『裏の背戶屋』（楳茂都陸平）　　
  - 『かつぽれ』（楳茂都陸平）
  - 『衹王衹女』（久松一聲）　　
  - 『ハレムの宮殿』（岸田辰彌）

#### 月組
- 9月1日 - 9月30日　宝塚大劇場
  - 『室戶の鯨』（竹原光三）　　
  - 『絕えざる動き』（岩村和雄）　　
  - 『お光狂亂』（堀正旗）
  - 『ハレムの宮殿』（岸田辰彌）

#### 雪組
- 10月1日 - 10月31日　宝塚大劇場
  - 『樂しき今宵』（白井鐡造）　　
  - 『お菊物語』（小野晴通）　　
  - 『北極探險』（久松一聲）

#### 花組
- 11月1日 - 11月30日　宝塚大劇場
  - 『連獅子』（楳茂都陸平）　
  - 『ユーヂツト』（岸田辰彌）　　
  - 『北極探險』（久松一聲）

#### 月組
- 12月1日 - 12月28日　宝塚中劇場
  - 『メリー・クリスマス』（宇津秀男）　　
  - 『夢殿』（小野晴通）　　
  - 『四人の歩哨』（岸田辰彌）　　
  - 『女暫』（引田一郎）　　
  - 『二人神樂師』（竹原光三）

### 東京公演

#### 花組
- 3月26日 - 3月30日　歌舞伎座
  - 『夜討』（楳茂都陸平）
  - 『生贄』（久松一聲）
  - 『モン・パリ』（岸田辰彌）

#### 月組
- 10月26日 - 10月31日　歌舞伎座
  - 『鏡の宮』（久松一聲）
  - 『慈光』（楳茂都陸平）
  - 『イタリヤーナ』（岸田辰彌）

### 宝塚・東京以外の公演
- 花組　4月2日・3日　名古屋・御園座
  - 『夜討』（楳茂都陸平）
  - 『生贄』（久松一聲）
  - 『時の經過』（楳茂都陸平）
  - 『鞍馬山』（竹原光三）
  - 『スヰートホーム』（白井鐡造）

- 花組　7月7日・8日　大阪・中央公会堂

- 月組　10月3日 - 5日　大阪・中央公会堂

- 月組　11月12日　名古屋・御園座
  - 『桃源の朝比奈』（久松一聲）
  - 『舞踊小品三種』

- 雪組　11月27日　神戸・オリエンタルホテル

- 花組・声専・舞専　12月9日　大津・滋賀県公会堂
  - 『三人片輪』（竹原光三）
  - 『守銭奴』（森英流）
  - 『舞踊小品』（楳茂都陸平）